# Taggfeniga fiskar
Taggfeniga fiskar (Acanthopterygii) är en överordning inom klassen benfiskar som har cirka 13 500 kända arter. De har en taggstråle i bukfenan och oftast också i rygg och analfenan.
Det vetenskapliga namnet är bildat av de gammalgrekiska orden acantho (tagg) och pterygion (fena).
Kännetecknande för arterna är en rörlig överkäke. De flesta har två ryggfenor och en simblåsa. Överordningens medlemmar hittas i havet och i sötvatten. Ungefär 60 procent av alla fiskar tillhör överordningen. Taggstrålarna är ett skydd mot fiender och ibland finns en giftkörtel vid taggen.

## Systematik
De taggfeniga fiskarna delas in i följande ordningar:
- Näbbgäddartade fiskar (Beloniformes)
- Tandkarpartade fiskar (Cyprinodontiformes)
- Silversideartade fiskar (Atheriniformes)
- Glansfiskartade fiskar (Lampridiformes)
- Beryxartade fiskar (Beryciformes)
- Sanktpersfiskartade fiskar (Zeiformes)
- Spiggartade fiskar (Gasterosteiformes)
- Flygsimpeartade fiskar (Dactylopteriformes)
- Sumpålsartade fiskar (Synbranchiformes)
- Kindpansrade fiskar (Scorpaeniformes)
- Abborrartade fiskar (Perciformes)
- Plattfiskar (Pleuronectiformes)
- Blåsfiskartade fiskar (Tetraodontiformes)